# Vía Nomentana

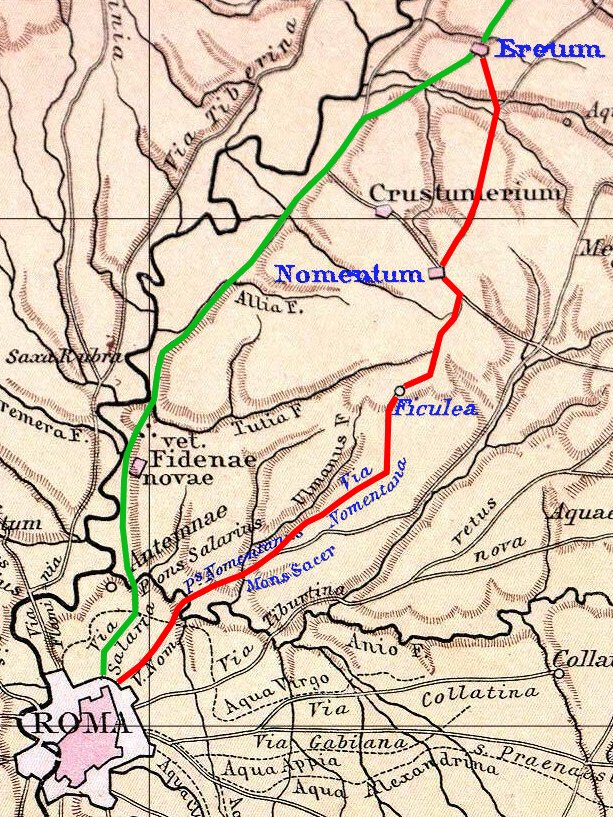
En rojo la antigua vía Nomentana, la cual se extendía desde Roma hasta Erfino a Eretum, donde se unía a la vía Salaria, en verde.

La vía Nomentana era una importante vía consular romana que iba desde Roma hasta Nomentum, ciudad situada en las cercanías de la actual ciudad de Mentana. Originalmente era llamada vía Ficulensis, por el hecho de acabar en Ficulea. La extensión de dicha calle hasta Nomentum provocó el cambio de nombre de la vía.

## Tramo
El camino tenía origen en la puerta Nomentana y desde ella continuaba en dirección noreste hasta llegar a Nomentum. Actualmente, la vía Nomentana empieza en la puerta Pía, a cientos de metros de su antiguo origen.

## Historia
Durante el siglo XIX surgió una polémica en relación con el hallazgo de tres cuerpos decapitados, supuestamente pertenecientes al papa Alejandro I y a dos de sus fieles allegados. Las iglesias católica y ortodoxa veneran otros santos que, según se cree, fueron enterrados en la vía Nomentana, entre ellos, Inés, Primo y Feliciano mártires.